# Бьюкенен-Гамильтон, Фрэнсис
Фрэнсис Бьюкенен, позднее ставший известным как Фрэнсис Бьюкенен-Гамильтон (англ. Francis Buchanan-Hamilton, 15 февраля 1762 — 15 июня 1829) — шотландский учёный, внёсший значительный вклад в изучение географии, зоологии, ботаники Индии.

## Биография
Фрэнсис Бьюкенен родился в Шотландии, в графстве Пертшир, районе Калландер, в Бардоуи. Его семья происходила из Спиттал и считалась старшей в клане Бьюкенен. Фрэнсис узучал медицину в Эдинбургском университете. После нескольких плаваний в Азию на кораблях Британского торгового флота он поступил на службу Бенгальской медицинской службы и прослужил в ней с 1794 по 1815 год. Также в Эдинбурге он изучал ботанику под руководством Джона Хоупа.
С 1803 по 1804 годы он был врачом при генерал-губернаторе Индии Ричарде Уэлсли в Калькутте. Там он организовал зоопарк (англ.), ставший первым индийским зоопарком. С 1807 по 1814 годы по заказу правительства Бенгалии он сделал описание земель, находящихся под властью Британской Ост-Индийской компании. Он должен был описать топографию, историю, редкости, население, религию, натуральное хозяйство (рыбоводство, лесоводство, рудники, каменоломни), сельское хозяйство (овощи, орудия труда, удобрения, половодья, домашние животные, ограждения), фермы, земельную собственность, искусства и ремёсла, торговлю (экспорт и импорт, меры веса и длины, перевозка товаров). Его отчёты хранятся в основных библиотеках Великобритании и многие из них были изданы в наши дни. Среди этих отчётов — описания видов индийских рыб, озаглавленные «О рыбах Ганга и его рукавов» (An account of the fishes found in the river Ganges and its branches, 1822). В отчёт включено более 100 видов рыб, прежде не описанных в науке. Также он собрал и описал многие местные растения, а также серию акварелей с изображениями индийских и непальских растений и животных, возможно, написанных индийскими художниками. Они хранятся в Линнеевском обществе в Лондоне. После поражения султана Типу в 1799 году его попросили инспектировать южную Индию, результатом поездки стала книга «Путешествие из Мадраса через Майсур, Канару и Малабар» (A Journey from Madras through the Countries of Mysore, Canara and Malabar, 1807). Также он написал An Account of the Kingdom of Nepal (1819).
В 1814 году он занял должность суперинтенданта в Калькуттском ботаническом саду (до него должность занимал Уильям Роксбер), но в 1815 году ему пришлось вернуться в Великобританию из-за слабого здоровья. В том же году Бьюкенен получил по наследству поместье матери и взял её фамилию Гамильтон, после чего стал подписываться «Фрэнсис Гамильтон, прежде Бьюкенен», или просто «Фрэнсис Гамильтон».
Интересный путь проделали конспекты, которые Гамильтон вёл на лекциях по ботанике в 1780 году: 1785 году Бьюкенен отдал их знакомому, плывшему вместе с ним на корабле, тот потерял их в индийском городе Сатьямангалам (англ.), и так записи попали в руки султана Типу. В 1800 году записи нашли в библиотеке султана, и майор Огг вернул их Бьюкенену.